# شکربلاغی علیا
شکربلاغی علیا، روستایی است از توابع بخش مرکزی شهرستان چایپاره در استان آذربایجان غربی ایران.

## جمعیت
این روستا در دهستان بسطام قرار داشته و بر اساس سرشماری سال ۱۳۸۵ جمعیت آن ۴۸نفر (۱۰ خانوار) 
بوده است.